# 夢をかなえる一番よい方法
『夢をかなえる一番よい方法』（ゆめをかなえるいちばんよいほうほう、原題：Getting Past OK:Take Your Life into the Wow Zone!）は、リチャード・ブロディの書いた自己啓発書である。アメリカでは1993年に出版され、ベストセラーになった。日本では2002年3月にPHP研究所より翻訳書が刊行され、2006年5月にPHP文庫より文庫化された。

## 内容
著者のリチャード・ブロディは、かつてマイクロソフト社で「Microsoft Word」を開発して成功を収めたが、その後、なぜか「気分は最悪」になってストレスは増え、マイクロソフト社を退社した。その後、自分にとって最も意味のあることは何かを見極めることに集中し、やがて望んでいる人生を実現する方法を見つけた。そうしてブロディが見つけた、人生を変えるための知識の集大成が本書には書かれている。
本書は「第一部人生」「第二部自由」「第三部幸福の追求」の三部から構成されている。
冒頭において、まず自分を頼りに行動することを読者に勧め、ブロディのアドバイスも鵜呑みにしないように述べ、アドバイスは、魅力的な生き方をしている人から受けた方がよいと「アドバイスの受け方」のアドバイスを述べている。そして自分を頼りにしなければ、誰かに自分の人生を支配されることになると述べている。また、この冒頭ではブロディの父親が心理学者として子ども達の心を癒すことに生涯を捧げたということにも触れている。
本編は人生における様々な選択についての話から始まる。第三部では、自分にとって本当に大切なことは何かを見つける方法が書かれている。
訳者のあとがきによると、ビル・ゲイツは本書を「信じられないほど、実用的な本」と評している。

## 日本語版
- 大地舜訳『夢をかなえる一番よい方法』(PHP研究所、2002年、ISBN 4569612628、ISBN 978-4569612621)